# أدوبي كريك

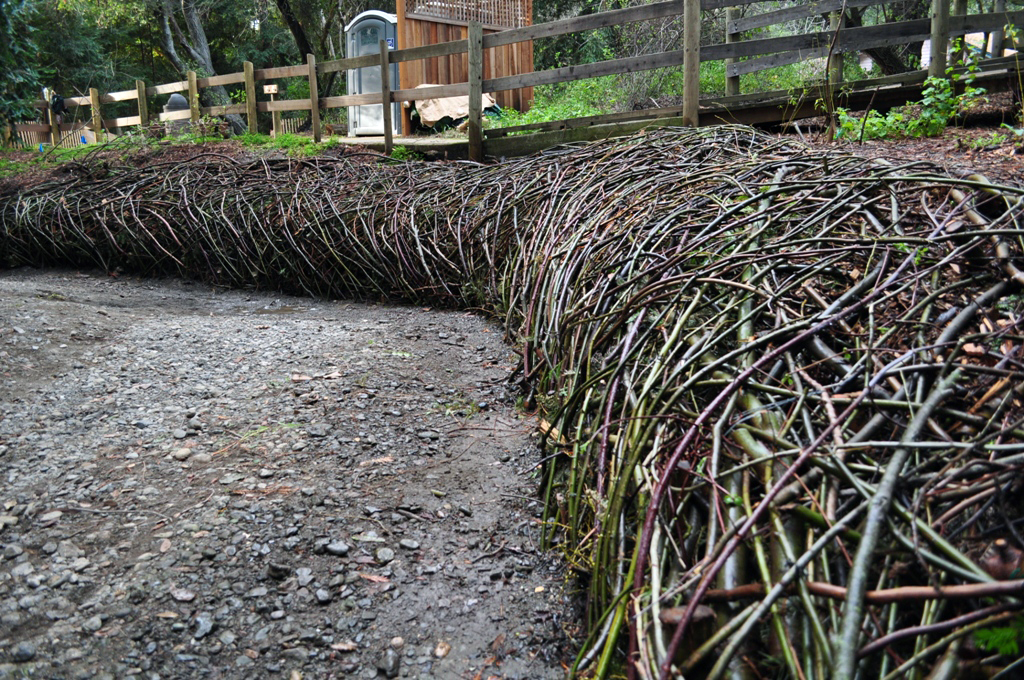
"الغابة" عبارة عن منحوتة مستجمعات المياه منسوجة ومُشكلة من الصفصاف والبلسان بواسطة دانيال مكورميك وماري أوبراين. يعمل هذا الفن الحي على تثبيت ضفة النهر في ريدوود جروف وإبطاء التدفقات على عكس الجدران الخرسانية أو الجدران الحاجزة المصنوعة من الجابيون.

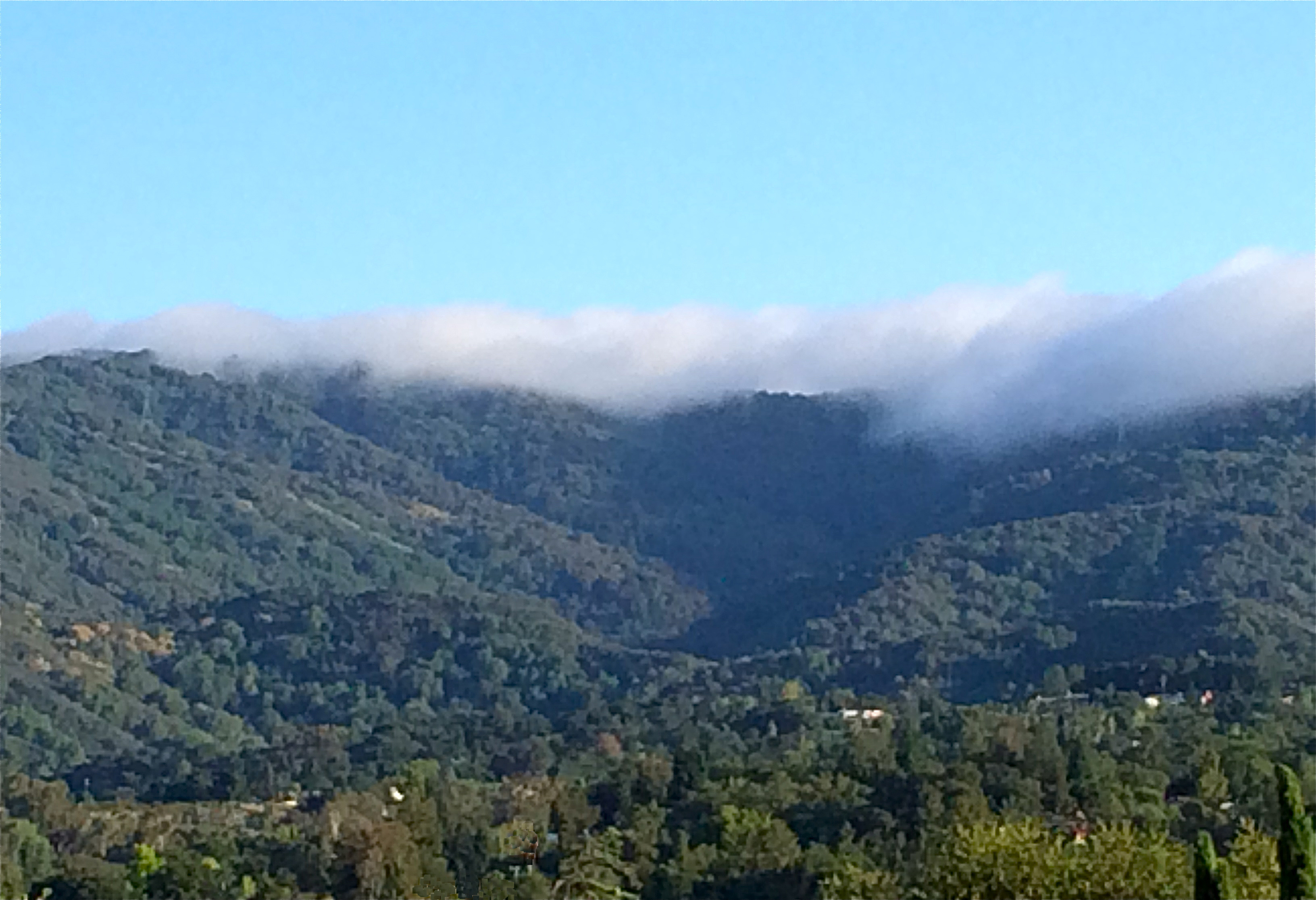
ضباب على الجبل الأسود فوق منابع نهر أدوبي. ومع عودة غابة التنوب دوغلاس إلى القمة، فقد تؤدي إلى هطول كميات كبيرة من الأمطار في مستجمعات المياه عن طريق الضباب.

أدوبي كريك، المعروف تاريخيًا باسم سان انطونيو كريك، هو عبارة عن مجرى 14.2-ميل  (22.9 كـم)  مجرى مائي يتدفق باتجاه الشمال وينشأ في الجبل الأسود في جبال سانتا كروز. ويمر عبر مدن لوس ألتوس هيلز ولوس ألتوس وبالو ألتو في طريقه إلى حوض فيضان بالو ألتو ومن ثم إلى خليج سان فرانسيسكو الجنوبي الغربي في مقاطعة سانتا كلارا، كاليفورنيا، الولايات المتحدة. تاريخيًا، كان أدوبي كريك عبارة عن مجرى مائي دائم يستضيف أسرابًا من سمك السلمون المرقط الذي يدخل من الخليج، ولكن هذه الأسماك السلمونية مسدودة الآن بالعديد من هياكل التحكم في الفيضانات، بما في ذلك بوابة المد والجزر عند بداية الجدول وقناة مستطيلة طويلة من الخرسانة تنتهي بهيكل هبوط غير سالك. عاش المؤسسان المشاركان لشركة Adobe Systems في أدوبي كريك.

## تاريخ
كان شعب أولون هم السكان الأصليين لـ أدوبي كريك. عُثر على تلة كبيرة من الصدف كانت تحتوي في السابق على مجموعة من الأكواخ الهندية بالقرب من أدوبي كريك في بالو ألتو. اُكتشفَت أدلة على وجود مستوطنة أصغر داخل لوس ألتوس في عام 1971، عندما اُكتشفَت مقبرة أولون مع الهياكل العظمية - أحدها مع حبات احتفالية - بواسطة بناء جديد على طول أدوبي كريك. وكان الموقع يحتوي على قطع أثرية أخرى، وقامت كلية فوتهيل بإجراء حفريات أثرية في عام 1970. وفي نفس الوقت تقريبًا، اُكتشفَت سلة أولون مدفونة في ضفة النهر إلى الشمال. يحتوي الموقع على لوحة تاريخية عند مدخل نورماندي تشير إلى الموقع التاريخي المسمى "قرية اولون الهندية، بلدة تلة لوس التوس. رقم SCI-015. قدمته الجمعية الأمريكية للنساء الجامعيات في لوس ألتوس". كان موقع قرية أولون هذا مثاليًا حيث يقع على المجرى الدائم لـ أدوبي كريك بين الطريق السريع 280 وطريق فوثيل السريع.
على خريطة ألارت لعام 1862، يسمى الخور العلوي أرويو سان أنطونيو ( خور سان أنطونيو ) ويسمى الخور السفلي أرويو دي لاس ييجواس ( ييجواس كريك ). يكواس هي كلمة إسبانية تعني "الفرس"، وأطلقت عليها بعثة سانتا كلارا هذا الاسم لأنها بنت حظيرة للفرس على طول ضفاف الخور بالقرب من الخليج. أطلق خوان برادو ميسا عليها اسم سان أنطونيو كريك عندما حصل على رانشو سان أنطونيو في عام 1839 من قبل الحاكم خوان باوتيستا ألفارادو. يظهر اسم أدوبي كريك في وقت مبكر من عام 1855 على خريطة رسمية، والتي تسرد اسمي أدوبي وخور سان انطونيو.
خلال فترة علمنة البعثات التبشيرية في ثلاثينيات القرن التاسع عشر، قام ألفارادو بتوزيع الكثير من أراضيهم على شخصيات بارزة من سكان كاليفورنيا من خلال منح الأراضي. كان ميسا جنديًا متمركزًا في بريزيديو سان فرانسيسكو وأصبح قائدًا (ضابطًا في القيادة) في عام 1837. قام ببناء مبنى مربع كبير من الطوب اللبن، والذي ظل قائماً حتى القرن العشرين كخرابة متداعية كان يُعتقد لفترة طويلة أنه بمثابة حصن. يقع الموقع اليوم على تلة على الجانب الجنوبي الشرقي من شارع إل مونتي بالقرب من شارع سمرهيل في لوس ألتوس، كاليفورنيا، ويقع معظمها على أراضي رانشو.
ينبع الخور العلوي من منطقة رانشو لا بوريسيما كونسيبسيون التاريخية، والتي منحها الحاكم ألفارادو في عام 1840 إلى خوسيه جورجونيو، وهو هندي يعيش في ميشن سانتا كلارا. انتقل جورجونيو إلى الضفة الغربية لنهر أدوبي كريك بالقرب من شارع فريمونت في تلال لوس ألتوس. يقع جزء كبير من بلدة لوس ألتوس هيلز، كاليفورنيا، في هذه المزرعة. في عام 1844، بيعت رانشو لا بوريسيما كونسيبسيون إلى خوانا بريونيس دي ميراندا، التي رافق أفراد عائلتها بعثتي جاسبار دي بورتولا وخوان باوتيستا دي أنزا. يقع منزلها الفريد المبني من الطوب اللبن والإطار الخشبي والطين المدكوك، والذي يُعتقد أنه بُني من قبل البحارة الأمريكيين الذين فروا، من الحدود بين بالو التو وتلال لوس التوس، ويتميز بعلامة تاريخية عند زاوية شارع ادوبي القديم. صُنف منزل جوانا بريونيس الذي يبلغ عمره 160 عامًا كمعلم تاريخي لولاية كاليفورنيا في عام 1954، وكان من المقرر هدمه في عام 2007 بسبب الأضرار التي لحقت به بسبب زلزال لوما بريتا في عام 1989. في عام 2009، كان لا يزال قائمًا ووثقَ مؤخرًا من خلال مسح المباني التاريخية الأمريكية (HABS).
بعد عام 1831، كان من المنطقي أن يقوم أصحاب المزارع المكسيكية ببناء مساكنهم على الجداول أو بالقرب منها. على المستوى المحلي، كان مبنى خوان برادو الطيني يقع بالقرب من أدوبي كريك وكان مبنى خوانيتا بريونيس الطيني يقع بالقرب من بارون كريك . نظرًا لأنها كانت من السمات الدائمة للمناظر الطبيعية، فقد استُخدمت الجداول في كثير من الأحيان كحدود للرانشو. كان هذا صحيحًا على المستوى المحلي، حيث يُظهر التصميم المكسيكي أدوبي كريك باعتباره الحدود. عندما استولى الأميركيون على السلطة في عام 1850، اشترى المضاربون الكثير من هذه الأرض. في البداية، أصبح الكثير منها عبارة عن مزارع كبيرة مكتفية ذاتيا - عادة ما يتم فيها تربية الماشية وزراعة المحاصيل مثل القمح والشعير والشوفان والتي تتطلب القليل من الري أو لا تتطلب أي ري على الإطلاق. لقد تغير ذلك خلال بضعة عقود عندما اُكتشفَ أن البساتين وكروم العنب يمكن أن تزدهر هنا. وبطبيعة الحال، فإن مثل هذه الزراعة تستهلك كمية أكبر من المياه. قُسمت الأراضي المحلية تدريجيا إلى ممتلكات أصغر، حتى قُسم معظمها مع زيادة عدد السكان. وكان هذا يعني المزيد والمزيد من الآبار، بما في ذلك الآبار الكبيرة التي حفرتها شركات المياه المبكرة على طول نهر أدوبي لخدمة بلدة لوس ألتوس الصغيرة. ونتيجة لهذا فقد انكمش منسوب المياه الجوفية حتماً، وظهرت صيحات الإنذار بشأن هذا التطور، على الأقل في وقت مبكر يعود إلى عشرينيات القرن العشرين. في أوائل ثلاثينيات القرن العشرين، أفادت صحيفة لوس ألتوس نيوز أن منسوب المياه الجوفية، الذي بلغ 120 قدمًا في عام 1898، انخفض الآن إلى 335 قدمًا.
مؤسسة Trust for Hidden Villa هي منظمة تعليمية غير ربحية أسسها فرانك وجوزفين دوفينيك، اللذان اشتريا معظم الأراضي التي تشكل حوض نهر أدوبي كريك العلوي في عام 1924. لقد افتتحوا فيلا مخفية كمكان للتجمع والمناقشة والتأمل وحضانة الإصلاح الاجتماعي. على مدى العقود التالية، أنشأ آل دوفينيكس أيضًا أول نزل على ساحل المحيط الهادئ (1937)، وأول معسكر صيفي متعدد الأعراق (1945)، وبرنامج التعليم البيئي في هيدن فيلا (1970)، وكلها على الروافد العليا للخور.
بُني ادوبي كريك لودج، وهو قصر على الطراز الريفي الإنجليزي، من قبل نائب رئيس شركة Consolidated Chemicals، ميلتون هاس، في عام 1935. لقد كان منتجعًا سياحيًا في أربعينيات القرن العشرين. عزف هناك قائدا الفرقة الموسيقية جيمي دورسي وهاري جيمس.
كان جون وارنوك وتشارلز جيشكي، المؤسسان المشاركان لشركة برامج أدوبي سيستمز، يعيشان بجوار أدوبي كريك في لوس ألتوس، وأطلقا على شركتهما اسم الخور.
اختار مؤسس لوس ألتوس، بول شوب، قطعة أرض مميزة في أدوبي كريك لبناء منزله من أراضي المزرعة التي ساعد في شرائها من سارة وينشستر والتي أصبحت فيما بعد مجتمع لوس ألتوس. يعد منزل بول شوب الواقع على أدوبي كريك أول عقار في لوس ألتوس يتم إدراجه في السجل الوطني للأماكن التاريخية.

## مستجمعات المياه والمجرى المائي
تبلغ مساحة مجرى نهر أدوبي حوالي 11 ميل مربع (28 كـم2)، تنشأ على 2,600 قدم (790 م) على الجانب الشمالي الشرقي من الجبل الأسود في تلال لوس ألتوس، كاليفورنيا. كان أدوبي كريك في يوم من الأيام مجرى مائي دائم، كما يتضح من الوجود التاريخي لسمك السلمون المرقط. يقضي صغار سمك السلمون المرقط عامهم الأول في المياه العذبة ومن الواضح أنهم لا يستطيعون البقاء على قيد الحياة في الجداول التي تجف موسميًا. تاريخيًا، رُفعت دعاوى قضائية لمنع تحويل مياه الجداول لأغراض الري لأنها تتسبب في "جفاف الجداول في مواسم معينة من السنة". تنص دعوى قضائية رُفعت عام ١٩١٩ ضد تحويل مجرى النهر العلوي إلى "حقول البرسيم" و"مستنقعات الخنازير" على ما يلي: "منذ القدم... تدفقت مياه أدوبي كريك إلى الأراضي، وعبرها، وعبرها... من هيدن فيلا المرتفعة في التلال، مرورًا بحدائق لوس ألتوس الرائعة، وصولًا إلى وادي سانتا كلارا، وصولًا إلى البحر... ينعى تشارلز ك. فيلد فقدان غناء النهر الذي جعل من حديقته بصخورها بقعة ساحرة؛ لم يعد بإمكان أطفال شوب خوض النهر، لعدم وجود جدول يخوضون فيه؛ أفدنة من نباتات الرودودندرون في ماكوتشن تذوي وتموت عطشًا لا يروي ظمأها." يؤكد هذا السجل المكتوب الروايات الشفوية التي دونها المؤرخ المحلي دون ماكدونالد، والتي تفيد بأن أدوبي كريك كان يتدفق على مدار العام. وهذا يتفق أيضًا مع رواية إليانور كرانستون فاول كاميرون (شقيقة السيناتور آلان كرانستون التي ولدت في عام 1909 وعاشوا في سيبرس كورت، شمال شارع ويست إديث في لوس ألتوس هيلز) بأن الجدول كان دائمًا في شبابها وأن "والدها كان يصطاد سمك السلمون المرقط الذي يمتد من الخليج إلى البركة أسفل الشلال". أفاد حطاب محلي، هربرت بيكيل، أنه كان يصطاد سمك السلمون المرقط على مدار العام في أدوبي كريك حتى منتصف الخمسينيات من القرن العشرين عندما أصبحت تدفقات النهر متقطعة خلف منزله في شارع فان بورين.
الروافد العليا لنهر أدوبي بالترتيب هي، نهر أدوبي في الجهة الوسطى، ثم نهر أدوبي في الجهة الغربية (يُعرف نهر أدوبي في في الجهة الغربية محليًا باسم نهر ليتشر ). وينضم نهر أدوبي في الجهة الشمالية الذي يزيد عن 1500 قدم إلى أدوبي كريك. يُعرف أيضًا نهر أدوبي في الجهة الشمالية محليًا باسم باني كريك.
أسفل التقاء "الشوك الثلاثة"، ينضم جدول أدوبي إلى ثلاثة جداول موسمية في تلال لوس ألتوس. الأول يبلغ 1.3-ميل  (2.1 كـم) جدول مودي (المعروف محليًا باسم سيلفر كريك ) وسُمي على اسم جورج واشنطن مودي (1824-1909)، وهو مزارع عاش على طول النهر. كان منزله يقع على نهر مودي كريك (الذي يتدفق على طول سنترال درايف ثم مودي كورت حتى التقائه مع نهر أدوبي). قام مودي ببناء طريق مودي في عام 1867. يبلغ 2.0-ميل  (3.2 كـم)  جدول بروسيما (والذي ينشأ بين شارع التمونت وشارع ديزاهارا وينضم إلى جدول أدوبي) وجدول روبليدا (على طول طريق روبليدا) في تلال لوس التوس. ومن ثم، يغادر جدول أدوبي التضاريس الجبلية والتلال ويدخل إلى قاع الوادي لينزل عبر لوس ألتوس، ومونتن فيو، وبالو ألتو. يبلغ طول مجرى النهر 11 ميل (18 كـم).